# Flying Free
«Flying Free» és una cançó dins del gènere màkina creat per Dj Skudero o Marc Skudero (Marc Escudero) i Dj Ruboy (Rubén Moreno), amb la veu de la cantant Marian Dacal. La cançó forma part del maxi-single Pont Aeri vol.4, de la discoteca Pont Aeri, que va sortir a la venda en format vinil el maig de l'any 1999 a través del segell Bit Music de la discografia Divucsa. Possiblement es va basar en una cançó del 1992 anomenada «Open Sesame».

## Transcendència
La cançó va esdevenir un tema amb gran fama nacional i internacional, tant pels seguidors del gènere com per altra gent. Actualment és una de les icones de la música màkina.

## Curiositats
A l'inici de la cançó sona una introducció amb piano que és basada en una cançó dels anys noranta titulada "Open sesame's" de Leila K.
El tema va ser utilitzat l'any 2014 per commemorar el 10é aniversari d'Euro Milions en la versió espanyola de la celebració.

## Versions
En el recopilatori Pont Aeri Trilogy creat a finals de l'any 1999, es va incloure un bonustrack amb una versió de la cançó anomenada «Flying Free (Romantic version)» que mai va ser editada en vinil.
L'any 2000 va sortir a la venda un altre maxi-single, també en format vinil, amb el nom Flying Free Remixes amb les següents versions:
- «Flying Free (New Remix)» de Dj Ruboy
- «Flying Free (Romantic Remix)» de Dj Skryker
- «Flying Free (Hardcore Remix)» de DJ Ruboy

L'any 2011 el grup de música Els Catarres van versionar la cançó substituint la lletra original (en anglès) per una lletra en català; la nova versió es va titular «Vola amb mi». El 2018 va ser escollida, juntament amb altres cançons mítiques de la dècada dels anys 80, 90 i 2000, per a ser interpretada per orquestra simfònica al Liceu.